# Sesia
Pour les articles homonymes, voir Sesia (homonymie).
La Sesia est une rivière du Piémont, une des plus longues de la région avec ses 140 km et affluent de gauche du fleuve Pô en Italie.

## Parcours
La rivière Sesia naît sous le mont Rose, à environ 2 500 m d’altitude, du glacier homonyme et descend rapidement dans la Valsesia où elle reçoit les eaux de plusieurs torrents : la Sermenza et le Mastallone à sa droite, l’Otro, la Vogna, l’Artogna, la Sorba, le Rio di Valmala et la Gavala à sa gauche.
Près de Varallo Sesia, après une large courbe vers le sud, elle rejoint la cité de Borgosesia où elle reçoit sur sa droite le torrent Sessera. Elle baigne la commune de Serravalle Sesia, terminant là son cours de montagne pour entrer en plaine.
Après son passage près de Gattinara et Romagnano Sesia où elle marque la limite entre les provinces de Verceil et Novare, son lit s’élargit en de nombreux bras secondaires. Puis, après Ghemme, elle coule parallèlement au tracé de l’autoroute Voltri-Gravellona et, toujours en direction du sud, croise l’autoroute A4 près de Greggio. Elle passe sous le canal Cavour grâce à un pont-siphon.

Une fois le centre d'Oldenico rejoint, la Sesia reçoit son principal affluent, le Cervo. Elle arrose alors le territoire de Verceil avec un débit plus important et des eaux chargées de limons.
Près de cette cité, elle reçoit à sa droite l’excédent d’eau du Naviglio d'Ivrée, un canal artificiel venant de la Doire Baltée qui fournit l’eau aux rizières du territoire occidental de la province de Verceil.
La commune de Palestro passée, la Sesia prend un cours sinueux et fait la limite entre Lombardie et Piémont, elle reçoit encore à sa droite le torrent Marcova près de Caresana. Enfin, après avoir traversé le pont de Terranova, elle débouche sur la rive gauche du Pô.

## Affluents principaux

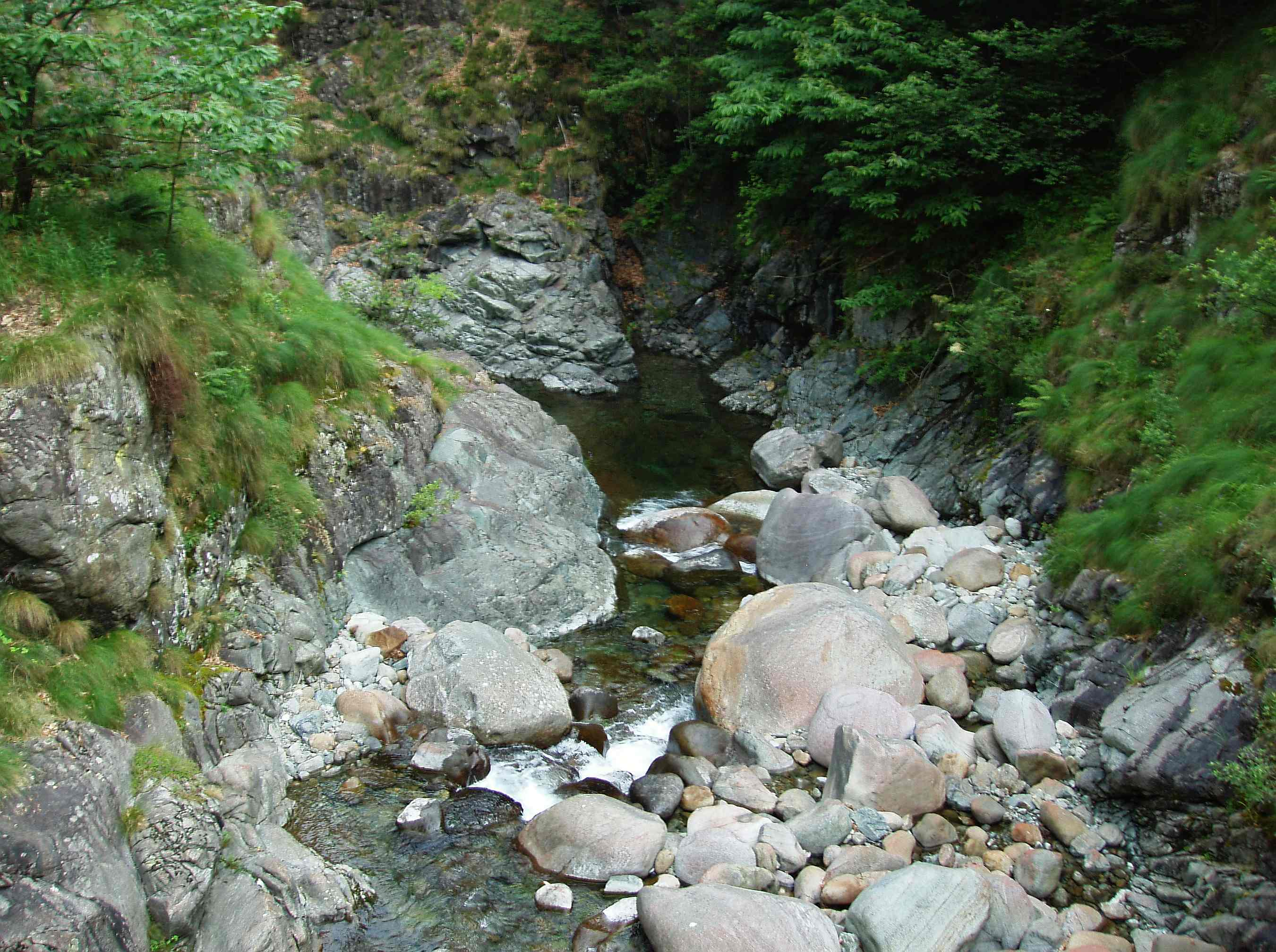
Le Rio di Valmala.

- De gauche :
  - Sermenza
  - Mastallone
  - Pascone
  - Strona di Valduggia

- De droite :
  - Otro (it)
  - Vogna (it)
  - Artogna
  - Sorba
  - Rio di Valmala
  - Sessera
  - Cervo
  - Naviglio d'Ivrée (canal artificiel)
  - Marcova

## Régime hydrologique

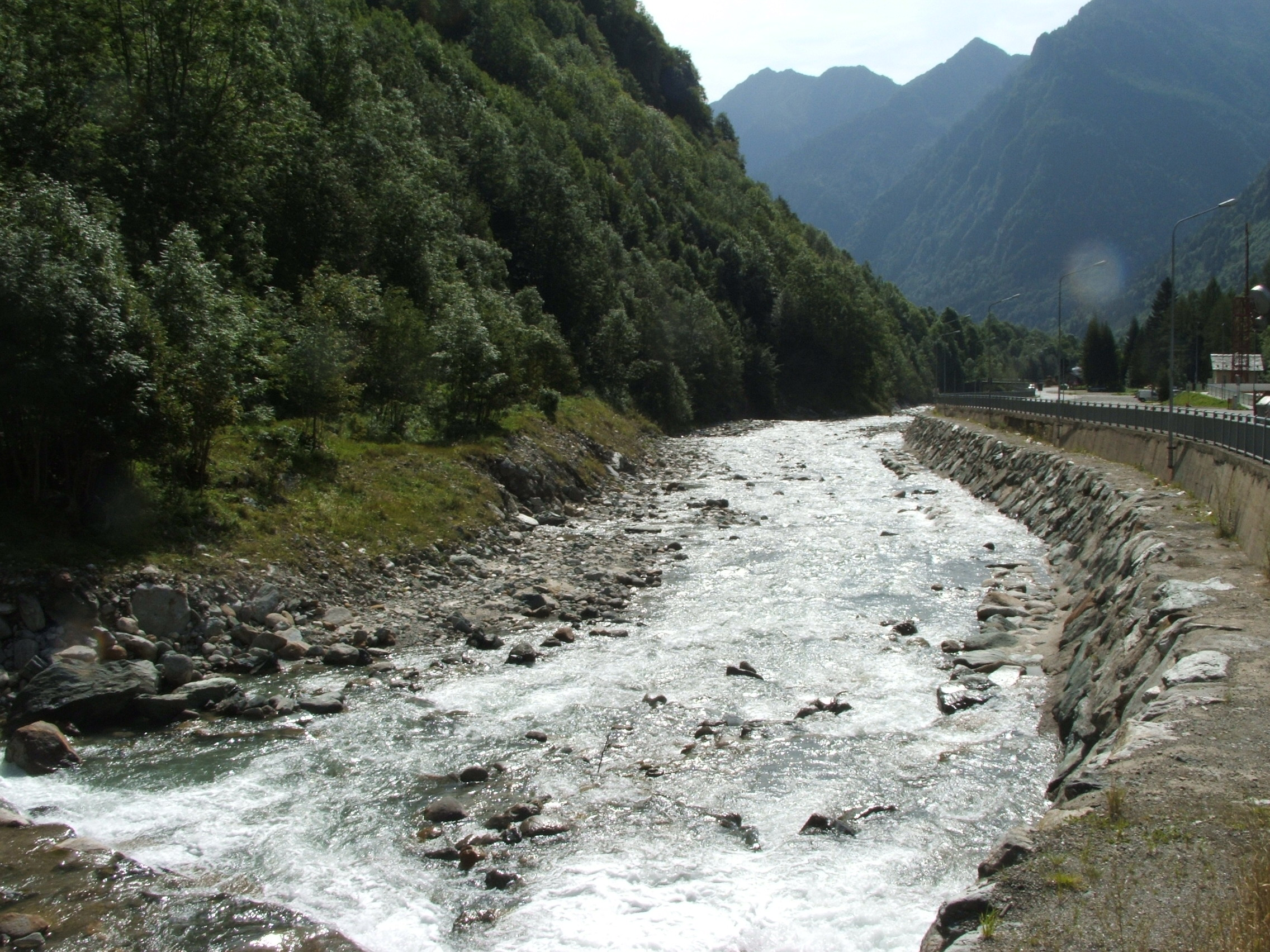
La Sesia à Alagna.

La Sesia, issue du glacier du mont Rose est un fleuve extrêmement torrentiel, avec un débit moyennement élevé de plus de 70 m3/s (le sixième plus important des affluents du Pô), elle peut subir, en été, des régimes secs provoqués par l’exploitation intensive des eaux dans les rizières.
Au contraire, en cas de précipitations exceptionnelles en haut Valsesia (comme en 1968, 1994 ou en 2000), le fleuve peut atteindre des crues avec des débits impressionnants de 5 500 - 6 000 m3/s, les plus élevés des affluents du Pô. En 1968, après plusieurs journées de pluie qui dévastèrent la zone de Bielle, le fleuve rompit ses digues de droite et inonda les cités de Verceil, Villata et Borgo Vercelli.

### Débit moyen
Source : AA.VV., Piano di tutela della acque - Allegato tecnico II.h/1 Bilancio delle disponibilita' idriche naturali e

## Sport
Particulièrement adaptée sur son tracé pour les activités de canotage, la rivière fut choisie, en 2001, pour les championnats européens de kayak et en 2002 pour les championnats mondiaux.

## Communes traversées[2]

### Province de Verceil
- Alagna Valsesia, Riva Valdobbia, Mollia, Campertogno, Piode, Pila, Scopello, Scopa, Balmuccia, Vocca, Varallo Sesia, Quarona, Borgosesia, Serravalle Sesia, Gattinara, Lenta, Ghislarengo, Arborio, Greggio, Albano Vercellese, Oldenico, Villata, Caresanablot, Verceil, Pezzana, Caresana, Motta de' Conti,

### Province de Novare
- Grignasco, Prato Sesia, Romagnano Sesia, Ghemme, Carpignano Sesia, Sillavengo, Landiona, Vicolungo, Recetto

### Province de Pavie
- Palestro, Rosasco, Langosco, Candia Lomellina

### Province d'Alexandrie
- Casale Monferrato, Frassineto Po

## Sources
- (it) Cet article est partiellement ou en totalité issu de l’article de Wikipédia en italien intitulé « Sesia » (voir la liste des auteurs).